# Parathyma pusilla
Parathyma pusilla är en fjärilsart som beskrevs av Hans Fruhstorfer 1913. Parathyma pusilla ingår i släktet Parathyma och familjen praktfjärilar. Inga underarter finns listade i Catalogue of Life.